# ۸۶۷ (میلادی)
۸۶۷ (میلادی) هشتصد و شصت و هفتمین سال تقویم میلادی است.

## رویدادها
- آغاز حاکمیت رستم اول از سلسله باوندیان در مازندران
- آغاز حکمرانی یعقوب لیث صفاری از سلسله صفاریان در سیستان
- تأسیس سلسله مقدونی به دست باسیلیوس یکم (تا سال 886)

## درگذشتگان
‎